# گروزسکویه
گروزسکویه (انگلیسی: Gruzskoye) یک شهرک در بخش بوریسوفسکی استان بلگورود کشور روسیه است.